# Climat de la Lozère
Le climat de la Lozère est un des climats du sud de la France. La Lozère est soumise à deux flux dominants :
- un flux océanique pour la partie ouest, principalement l'Aubrac qui connaît de fortes précipitations ;
- un flux méditerranéen, qui apporte aussi des précipitations se produisant souvent à l'intersaison et déclenchant ce qu'on appelle l'épisode cévenol.

## Microclimats

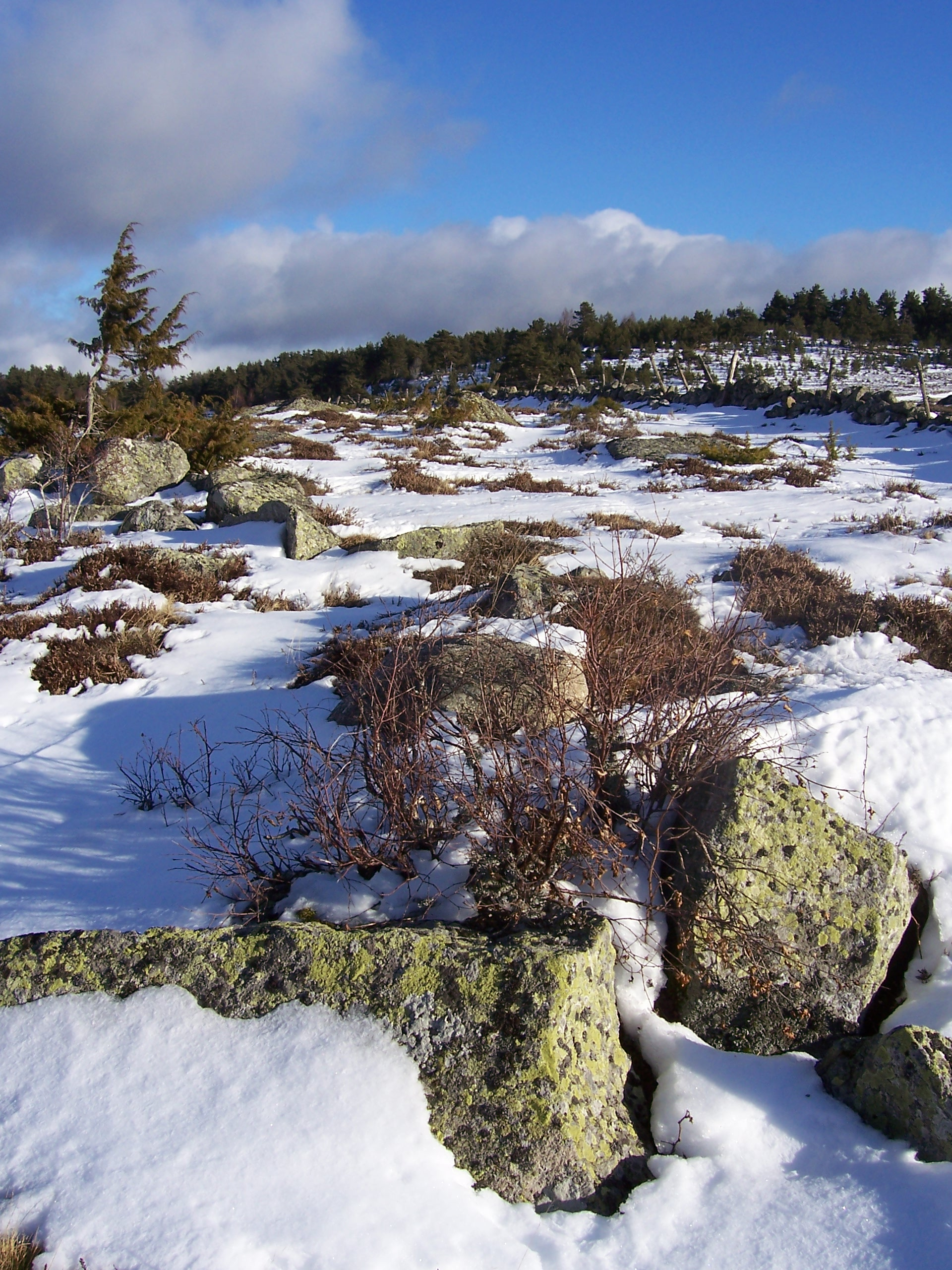
Hauts plateaux d'Aubrac (près du Faltre), 31 décembre 2007.

- Au nord-ouest, les hauts plateaux d'Aubrac (1 000 à 1 467 m) sont subocéaniques humides et froids : perturbations régulières et particulièrement actives à proximité du département de l'Aveyron.

Moyennes pluviométriques : 129 cm/an à Nasbinals et probablement 180 cm vers le Signal de Mailhebiau.
Températures à Nasbinals (1 200 m) : −1 °C en janvier, +13 °C en juillet.
L'enneigement est soumis aux fortes fluctuations océaniques (les chutes abondantes alternent avec les redoux). Le manteau, qui peut atteindre 1,5 mètre d'épaisseur en forêt, se maintient environ 3 mois par an vers 1 200 m. Il est intensément modelé par le vent sur les plateaux dénudés (congères).
Les pâturages d'estive retrouvent en mai une intense verdure, un peu mise à mal ces dernières années par une série de sécheresses (2003-2006).
- Au nord, les monts de la Margeride (1 000 à 1 551 m) sont subcontinentales et froides. Les perturbations d'origine atlantique se sont préalablement déchargées sur l'Aubrac, tandis que celles d'origine méditerranéenne l'ont fait sur les Cévennes. Malgré de fréquents orages de mai à octobre, la Margeride est donc plutôt sèche : cumuls annuels de 85 cm à Châteauneuf-de-Randon et Saint-Chély-d'Apcher, et pas plus de 120 cm près des sommets. En revanche, en relation avec les altitudes élevées, les températures sont basses : à Châteauneuf-de-Randon (1 250 m), on relève −2 °C en janvier et +13 °C en juillet. L'enneigement hivernal est à la fois moins fluctuant et moins abondant qu'en Aubrac, car s'il fait un peu plus froid en Margeride, les précipitations - donc les chutes de neige - sont moindres. Il y a environ 3 mois par an de neige au sol vers 1 400 m. Le paysage est assez austère : vastes forêts de pins, hêtres, sapins, alternent avec des hautes croupes à bruyère et plus bas, pâtures et prés de fauche.

- Au centre et au sud-ouest, les causses, gorges et vallées d'altitude plus faible (500 à 1 200 m) combinent les trois influences du département en atténuant les effets de chacune (foehns marqués). Comme la Margeride, c'est une région relativement sèche : cumuls annuels de 80 cm à Mende, 100 cm au Massegros, 117 cm à Florac.

Les températures à Mende (800 m) vont de +1 °C en janvier à +16 °C en juillet. À l'exception des vallées et des sites les plus bas, l'enneigement est fréquent mais pas trop tenace (environ 1 mois par an de neige au sol vers 1 000 m).
L'ensoleillement est en forte progression par rapport au nord du département.
Les forêts de pin sylvestre et les pâturages d'herbe rase (ovins) composent l'essentiel d'un paysage aux allures déjà méditerranéennes.
- Au sud-est, la chaîne des Cévennes (500 à 1 700 m) est méditerranéenne et humide, douce à froide selon l'altitude. Les masses d'air humide qui se forment au-dessus de la mer viennent par flux de Sud-Est à Sud buter contre le relief cévenol, déclenchant alors les fameux épisodes plus ou moins diluviens, notamment en automne (pic pluviométrique d'octobre). Le flux d'ouest océanique, bien qu'atténué, est encore sensible sur les hauts massifs mais décline rapidement dans les vallées orientales (foehn). Au total, les cumuls annuels sont parmi les plus élevés de France : 228 cm au mont Aigoual, 184 cm à Villefort. Cette pluviométrie est cependant très irrégulière, avec une tendance à la sécheresse estivale. L'ensoleillement des vallées est excellent.

Compte tenu des forts dénivelés, les températures sont très variables :
- à Villefort (500 m) +2 °C en janvier, +18 °C en juillet ;
- au mont Aigoual (1 567 m) −3 °C en janvier, +12 °C en juillet.

## Enneigement
L'enneigement, en relation avec le régime pluviométrique, est très irrégulier. C'est dans les Cévennes qu'ont été relevés les cumuls records des dernières décennies pour la moyenne montagne française (3 à 4 mètres d'épaisseur moyenne, hiver 1980-81). De façon plus générale, l'enneigement persiste au sol environ un mois par an vers 900 m, trois mois vers 1 300 m et cinq mois près des sommets. La végétation est étagée : garrigue et maquis typiquement méditerranéens dans les vallées, pins et hêtres en montagne. Les paysages, à la fois luxuriants et déshérités, très sauvages, sont une parfaite illustration d'un climat tantôt lumineux, tantôt tempétueux…

## Climat à Mende
- Températures moyennes : 2,5 °C (janvier), +19,2 °C (juillet) à Mende
- Précipitations : de 80 à plus de 200 cm / an (suivant l'exposition des régions).
- Ensoleillement annuel à Mende : 2 090 heures de soleil (similaire à Toulouse)

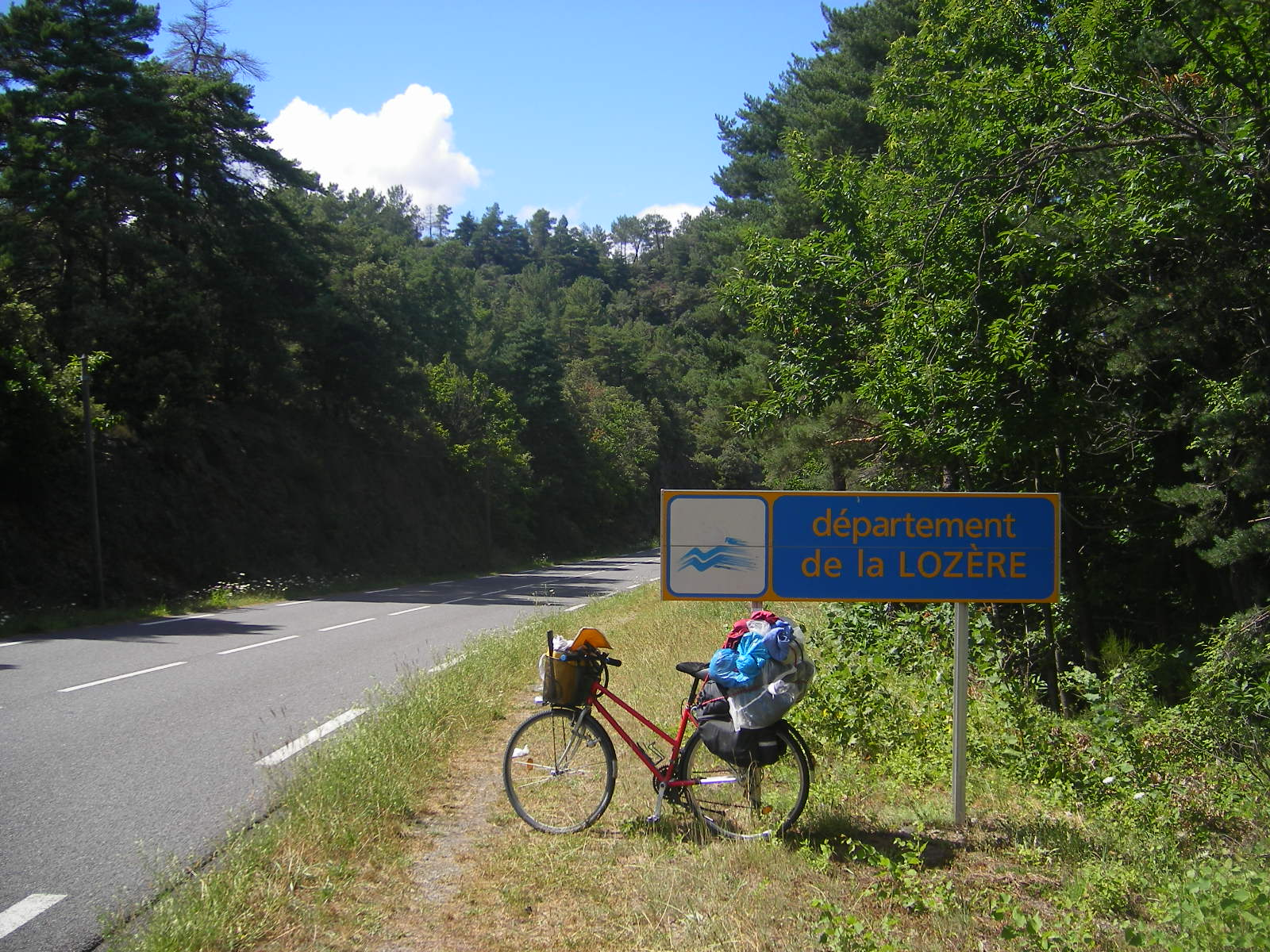
L'entrée en Lozère depuis le Gard, par le col Saint-Pierre.

Quelques records relevés à Mende depuis 1985 :
- Température la plus basse : −20 °C
- Jour le plus froid : 16 janvier 1985
- Année la plus froide : 1985
- Température la plus haute : 36,6 °C
- Jour le plus chaud : 16 août 1987
- Année la plus chaude : 1997
- Hauteur maximale de pluie en 24 h : 96 mm
- Jour le plus pluvieux : 4 novembre 1994
- Année la plus sèche : 1991 (377 mm)
- Année la plus pluvieuse : 1996 (1 025 mm)

## Climat à Florac
Un climat tempéré chaud est présent à Florac. De fortes averses s'abattent toute l'année sur Florac. Même lors des mois les plus secs, les précipitations restent assez importantes. La carte climatique de Köppen-Geiger y classe le climat comme étant de type Cfb. La température moyenne annuelle est de 11,2 °C à Florac. Il tombe en moyenne 715 mm de pluie par an.